# カリン (スコットランド王)
カリン（英語：Cuilén mac Ilduilb、954年? - 971年）はアルバ王として初期のスコットランド王（在位：967年 - 971年）に数えられる。インダルフの長男で、弟にアムライフがいる。

## 人物
962年に父王・インダルフが崩御すると、タニストリーによって親族のダフがアルバ王に選出されたが、カリンは彼の王位継承に異を唱えて、ダフ王に戦いを挑んだ。
965年、カリンはドルサム・クラップの戦いの戦いでダフ王に大敗し、国外へ逃亡したが、967年にダフが国内の支持を喪失して追放された末に盗賊によって殺されると、アルバ王国に戻り、王位に就いた。
その治世は比較的平和だったとされているが、在位4年でストラスクライドの王子リディルヒ・アプ・ディフンワルが率いるブリトン人の集団によって屋敷を襲撃されて、殺された。
リディルヒがカリンを殺した動機について、12世紀に記述された「メルローズ年代記」によると、彼の娘がカリンによって誘拐されたうえ強姦されたからだと記述されている一方、9世紀に記述が始まった「アルバ王年代記」ではアルバ王国とストラスクライド王国が領土をめぐって争っていたからだとされている。カリンが崩御したことで王位は先王・ダフの弟であるケネス2世が継いだ。